# Старая Тахтала
Старая Тахтала (чув. Кивӗ Тахтал) — село в Алькеевском районе Татарстана. Входит в состав Старосалмановского сельского поселения.

## География
Находится в южной части Татарстана на расстоянии приблизительно 15 км по прямой на запад от районного центра села Базарные Матаки.

## История
Основана около 1661 года. В начале XX века действовала Казанско-Богородицкая церковь.

## Население
Постоянных жителей было: в 1782 году — 119 душ мужского пола, в 1859—1032, в 1897—1053, в 1908—1182, в 1920—1193, в 1926—802, в 1938—540, в 1949—497, в 1958—529, в 1970—575, в 1979—448, в 1989—362, в 2002 − 366 (чуваши 87 %), 323 в 2010.